# Fatal Frame
Fatal Frame (conhecido como Project Zero, na Europa e Austrália e Zero (零) no Japão) é uma série de jogos eletrônicos de survival horror desenvolvida pela Koei Tecmo (originalmente Tecmo). O jogo homônimo foi lançado em 2001 para PlayStation 2. A série principal, atualmente, conta com cinco títulos e o enredo é centrado em eventos sobrenaturais envolvendo antigas superstições japonesas. No decorrer da trama, os personagens são atacados por diferentes aparições e sua única forma de defesa é utilizando uma camera obscura, que permite ao jogador exorcizar os fantasmas tirando fotografias deles, selando seus espíritos em um filme.
A série foi criada por Makoto Shibata e Keisuke Kikuchi. Depois dos jogos serem lançados no PlayStation 2 e após o sucesso da série Silent Hill, a dupla decidiu desenvolver uma série de terror inspirada nas próprias experiências espirituais e também em filmes de terror japoneses populares da época. Seu principal objetivo era fazer a experiência de jogo mais assustadora possível.
A série recebeu aclamação da crítica, sendo classificada ao lado de outras séries de terror, incluindo Resident Evil e Silent Hill, entre os melhores jogos de survival horror existentes. Apesar da qualidade, os jogos nunca tiveram um número alto de vendas, a série como um todo vendeu mais de um milhão de cópias em todo o mundo a partir de abril de 2014. Várias adaptações da mídia japonesa foram feitas, incluindo mangás e um filme live-action em 2014.

## Jogos
A série principal consiste de cinco jogos, excluindo recriações, relançamentos ou spin-offs. O quarto título da franquia, Fatal Frame: Mask of the Lunar Eclipse, foi lançado exclusivamente no Japão. Uma tradução em inglês não-oficial feita por fãs do quarto título foi lançada em 2010. Cada jogo possui enredos distintos e poucas com conexões com títulos anteriores. Após o lançamento do terceiro título, os jogos posteriores da série foram financiados e publicados pela Nintendo, sendo lançados exclusivamente em seus consoles de mesa e portáteis.

### Fatal Frame(2001)
O primeiro jogo da série foi lançado para PlayStation 2 em 2001 no Japão e em 2002 na América do Norte e Europa. Um relançamento para o console Xbox foi lançado logo depois em ambos os territórios. A trama é ambientada no ano de 1986 e segue a história de dois irmãos chamados Miku e Mafuyu Hinasaki. Certo dia, Mafuyu decide investigar um caso de um famoso romancista que reside na mansão abandonada de Himuro. Após desaparecer no local, sua irmã Miku decide ir encontrá-lo. Durante sua exploração na mansão, ela descobre que lugar é assombrado por aparições que transitaram por aquele lugar e precisa sobreviver e descobrir a verdade por trás de um ritual sombrio que ocorreu na residência. A jogabilidade se concentra na exploração da dupla de irmãos na mansão e na luta contra fantasmas hostis que podem ser derrotados utilizando uma câmera especial.

### Fatal Frame II: Crimson Butterfly(2003)
Crimson Butterfly é o segundo título da série Fatal Frame e apresenta uma história independente com poucas relações com o primeiro título. A sequência foi lançada inicialmente para PlayStation 2 em 2003 na América do Norte e Japão e uma recriação desenvolvida para o Wii foi lançada em 2012 no Japão e Europa. A história segue as irmãs gêmeas Mio e Mayu Amakura enquanto exploram uma vila abandonada e experimentam encontros com criaturas paranormais. Suas vidas tornam-se ameaçadas quando os espíritos da aldeia começam a possuir o corpo de Mayu com o objetivo de realizar um sacrifício para um ritual antigo. Os jogadores devem usar uma câmera com poderes de exorcismo para derrotar inimigos e descobrir os segredos da aldeia.

### Fatal Frame III: The Tormented(2005)
A história segue a fotógrafa Rei Kurosawa que foi encarregada de tirar fotos de uma mansão abandonada. Depois que ela vê uma aparição de seu noivo que ela perdeu recentemente em um acidente de carro, os eventos rapidamente tomam um rumo paranormal que faz a protagonista explorar a mansão em seus sonhos e descobre de sua conexão com aqueles que sofrem de culpa sobrevivente.

### Fatal Frame: Mask of the Lunar Eclipse(2008)
Em 2008, Fatal Frame: Mask of the Lunar Eclipse foi lançado para Wii apenas no Japão. A Tecmo compartilhou o desenvolvimento do título com a Nintendo SPD e a Grasshopper Manufacture. O enredo do jogo se passa na Ilha Rougetsu no qual um incidente provocado por razões desconhecidas afetou um grupo de garotas que foi mantida em cativeiro. Anos após seu resgate, ainda sofrendo de amnésia, uma das garotas chamada Ruka e duas outras sobreviventes retornam à ilha para buscar a verdade. A jogabilidade, assim como nos títulos anteriores, gira em torno da personagem principal explorando ambientes e enfrentando fantasmas hostis usando a Câmera Obscura.

### Fatal Frame: Maiden of Black Water(2015)
O quinto título da franquia foi lançado para o Wii U em 2014 no Japão e em 2015 para os outros territórios. A história, que se passa na fictícia Montanha Hikami, concentra em três protagonistas que são atraídas por eventos sobrenaturais que acontecem na área, incluindo um ritual antigo para selar a Água Negra, uma força malévola que corrompe os espíritos circundantes que está ligado ao destino da donzela do santuário Ose Kurosawa. Em 2021, em comemoração do 20º aniversário da série, a Koei Tecmo lançou uma remasterização do jogo para PlayStation 4, PlayStation 5, Xbox One, Xbox Series X|S, Nintendo Switch e Microsoft Windows.

### Spin-offs e Remakes
Os dois primeiros títulos receberam relançamentos posteriores. Um relançamento do jogo original foi lançado para Xbox em 2002 no Japão e em 2003 na América do Norte e Europa. Ele apresentava elementos adicionais na história, melhorias de jogabilidade e uma nova configuração de dificuldade. O segundo título, Fatal Frame II: Crimson Butterfly, foi lançado na versão "Director's Cut" para o Xbox em 2004 no Japão e América do Norte, e 2005 na Europa. Uma recriação desse mesmo título para o Wii foi lançada no Japão e na Europa em 2012.
Um jogo spin-off para o Nintendo 3DS, Spirit Camera, foi lançado mundialmente em 2012. A história segue uma garota chamada Maya, que está presa em uma casa assombrada controlada por uma mulher misteriosa de preto e seu objetivo é escapar desse local.

## Baseado em fatos
A divulgação do jogo 'Fatal Frame'  basicamente acontece ao redor da premissa de que ela havia sido baseada em uma história verdadeira, mas a lenda não passa de uma creepypasta fictícia que foi criada a partir do jogo. A lenda foi criada pela equipe de marketing dos Estados Unidos. É uma lenda japonesa criada por americanos para alavancar as vendas. A lenda inclusive não é conhecida no Japão e a empresa desenvolvedora do jogo diz que não se responsabiliza por informações que a empresa americana liberou sobre o jogo.

## Recepção
No Japão, cada título da série Fatal Frame/Project Zero teve um sucesso mediano: as vendas do primeiro jogo foram as mais baixas da série, enquanto o título Fatal Frame: Mask of the Lunar Eclipse atualmente é o título mais vendido da série até o momento. Desde a sua estreia em 2001, a série Fatal Frame vendeu 1,3 milhão de cópias em todo o mundo.